# Sally Taylor-Isherwood
Sally Joy Taylor-Isherwood (ur. 23 marca 1990 roku w Toronto w Ontario w Kanadzie) – kanadyjska aktorka filmowa, telewizyjna i głosowa. Jest młodszą siostrą Emmy Taylor-Isherwood.